# Fisher
Fisher er et efternavn i engelsk-sprogede lande: 
- Carrie Fisher, en amerikansk skuespiller og forfatter.
- Catherine Fisher, en engelsk forfatterinde.
- Isla Lang Fisher, en australsk skuespiller, model og forfatter.
- Ronald Fisher, en statistiker, evolutionsteoretiker og genetiker.
- Terence Fisher, en engelsk filminstruktør

## Fiktive personer
- Sam Fisher